# Police Academy : Mission à Moscou
Pour les articles homonymes, voir Police Academy (homonymie).
Série Police Academy
Police Academy 6
(1989)
Pour plus de détails, voir Fiche technique et Distribution.
Police Academy : Mission à Moscou (Police Academy: Mission to Moscow) est un film américain réalisé par Alan Metter, sorti en 1994. C'est le septième et dernier volet de la série Police Academy.

## Synopsis
La célèbre équipe de flics de l'Académie est de retour pour une mission sur les terres de l'ancien ennemi russe, à Moscou. En effet, le chef du grand banditisme russe a entrepris de diffuser un Backdoor dans l'un des jeux vidéo qu'il produit, et dont le monde entier est friand, afin de dérober des informations bancaires utiles pour son organisation. Débordé, le chef de la police russe fait appel à son vieil ami le Commandant Lassard pour venir à la rescousse.

## Fiche technique
- Titre original : Police Academy: Mission to Moscow
- Titre français : Police Academy : Mission à Moscou
- Titre québécois : Académie de Police : Mission à Moscou
- Réalisation : Alan Metter
- Scénario : Randolph Davis et Michele S. Chodos, d'après les personnages créés par Neal Israel et Pat Proft
- Musique : Robert Folk
- Photographie : Ian Jones
- Montage : Dennis M. Hill & Suzanne Hines
- Production : Paul Maslansky
- Société de production et de distribution : Warner Bros.
- Pays :  États-Unis
- Langue : Anglais, Russe
- Format : Couleur - Dolby - 35 mm - 1.85:1
- Genre : Comédie policière
- Durée : 83 min
- Dates de sortie :
  -  France : 13 juillet 1994
  -  États-Unis : 26 août 1994

## Distribution
- David Graf (VF : Olivier Cordina) : Le sergent Eugene Tackleberry
- Michael Winslow (VF : Roland Timsit) : Le sergent Larvell Jones
- Leslie Easterbrook (VF : Martine Meiraghe) : Le capitaine Debbie Callahan
- G. W. Bailey (VF : Mario Santini) : Le capitaine Thaddeus Harris
- Charlie Schlatter (VF : Pierre Tessier) : Le cadet Kyle Connors
- George Gaynes (VF : Jean-Claude Michel) : Le commandant Eric Lassard
- Claire Forlani (VF : Barbara Delsol) : Katrina
- Ron Perlman (VF : Pascal Renwick) : Konstantine Konali
- Gregg Berger (VF : Patrick Guillemin) : Le lieutenant Talinsky
- Christopher Lee (VF : Jean-Pierre Moulin) : Le commandant Alexandrei Nikolaivich Rakov
- Richard Israel (VF : Daniel Lafourcade) : Adam Sharp
- Vladimir Dolinski : Le portier
- Maria Vinogradova	: vieille dame dans le parc Gorki
- Nikolaï Pastoukhov : grand-père
- Pamela Guest (VF : Véronique Augereau) : Nancy, la journaliste au début du film

## Autour du film
- Le film fut tourné en Russie, il fut d'ailleurs l'un des premiers films américains à recevoir l'autorisation de tournage dans ce pays après la chute de l'URSS.
- Le film est considéré comme l'un des moins bons de la série, présent dans le Flop 100 du site IMDB qui réunit les 100 films ayant les plus mauvais votes de la célèbre base de données. Avec un budget de 10 000 000 $, le film n'a récolté que 126 247 $ de recettes sur ses terres[1].
- Il s'agit du seul épisode où aucune nouvelle composition musicale n'a été entreprise. En effet, l'ensemble de la bande originale est reprise des épisodes précédents.
- L'idée du jeu vidéo russe est inspirée du grand succès Tetris sur la console portable Game Boy de Nintendo, jeu créé par le russe Alekseï Pajitnov et qui était livré gratuitement avec la console dans les années 1990, ce qui fera de cette version l'un des jeux vidéo les plus vendus de l'histoire.
- Au début du film, l'un des présentateurs joue frénétiquement au jeu vidéo, mais il n'y a pas de cartouche dans la console.